# Bülent
Bülent – tureckie imię męskie, oznaczające dosłownie kogoś, kto jest wysoki, wielki, potężny.